# Temnothorax chun
Temnothorax chun (лат.) — вид мелких муравьёв рода Temnothorax из подсемейства мирмицины (Formicidae). Встречается в Китае.

## Этимология
Видовое название T. chun происходит от слова chun (春, весна), одному из четырёх времён года.

## Распространение
Китай: провинция Юньнань.

## Описание
Мелкие муравьи (около 3 мм), основная окраска тела чёрная. Новый вид сходен с T. xia, но отличается тем, что у нового вида дорсум головы слабо продольно морщинистый в центре, мезонотальный дорсум гладкий, а цвет тела почти чёрный; у T. xia дорсум головы плотно продольно морщинистый в центре, мезонотальный дорсум грубо сетчатый и цвет тела красновато-коричневый, брюшко чёрное. Новый вид также сходен с T. lixia, но отличается тем, что у нового вида дорсум головы слабо продольно морщинистый, пронотальные бока грубо продольно морщинистые, проподеальные шипы длиннее их базальной ширины при виде сбоку, петиолярное утолщение симметричное, переднедорсальный угол такой же высокий, как заднедорсальный угол при виде сбоку, петиолярное утолщение слабо пунктированное; у T. lixia дорсум головы густо продольно шершавый, пронотальные бока крупно сетчатые, проподеальные шипы длиннее их базальной ширины при виде сбоку, петиолярный узел асимметричный, переднедорсальный угол выше заднедорсального угла при виде сбоку, петиолярный узел мелко сетчатый. Заднегрудь угловатая, с проподеальными шипиками. Грудь и голова сверху с морщинками, профиль ровный, без промезонотального и метанотального шва. Брюшко гладкое и блестящее. Усики 12-члениковые. Вид был впервые описан в 2024 году китайскими мирмекологами Yu-Han Qian и Zheng-Hui Xu (Southwest Forestry University, Куньмин, Юньнань) по типовым материалам из Китая.

### Комментарии
1. ↑  Энтомологи назвали четыре вида муравьёв из Китая по временам года: chūn (春), xià (夏), qiū (秋), dōng (冬) и соответственно, Temnothorax chun (весна), Temnothorax xia (лето), Temnothorax qiu (осень), Temnothorax dong (зима).